# 苏丹人民解放运动
苏丹人民解放运动（英語：Sudan People's Liberation Movement），简称苏人解（SPLM），是南苏丹的执政党。

## 历史
苏丹人民解放运动成立于1983年5月，主要成员是非穆斯林、非阿拉伯人的苏丹南部黑人。其创建者和主要领导人是约翰·加朗，苏丹政府指责乌干达政府是苏人解的主要支持者。1989年，该组织宣布加入全國民主聯盟。
该组织最初奉行马克思列宁主义；1980年代末期，该组织放弃马克思列宁主义，转而采用一份更为宽泛的社会主义纲领。
2005年1月9日，该组织与苏丹政府签署《全面和平协定》，转变为政党，进入政府，并在南方建立自治政府。2005年7月，加朗坠机身亡后，萨尔瓦·基尔·马亚尔迪特接任该党领导人，并出任苏丹共和国第一副总统。
2011年1月，根据《全面和平协定》，苏丹南部举行公投，以98.83%的赞成率通过独立。2011年7月9日0时，南苏丹正式成立，萨尔瓦·基尔·马亚尔迪特担任第一任总统。2013年12月14日，其中一支部隊試圖發動政變，雖然最後以失敗收場，卻使整支軍隊分裂成效忠政府一派與反政府一派，南蘇丹內戰爆發。